# Tyrrell 011
Tyrrell 011 - болид Формулы 1, дебютировавший в сезоне 1981 года и выступавший в 1982 и 1983 годах. В конструкции использовался обычный двигатель Ford Cosworth DFV, коробка передач Hewland FGA 400 и алюминиевый монокок, разработанный конструкторами Морисом Филиппом и Брайаном Лислесом.

## История
Шасси дебютировало на Гран-при Германии 1981 года, где Эдди Чивер сразу же занял пятое место. В следующем сезоне Микеле Альборето одержал победу в Гран-при Сизарс-пэласа. Альборето стартовал на трассе Сизарс-пэлас с третьего места, что является лучшим результатом автомобиля в квалификации, а также показал быстрый круг.
В сезоне 1983 на Гран-при Детройта в Детройте Микеле Альборето за рулём Тиррелл 011 одержал последнюю победу в истории двигателя Ford Cosworth DFV, самого успешного двигателя в истории Формулы 1, одерживавшего победы в гонках Гран-при с 1967 по 1983 год. Также в 1983 году фирма Benetton пришла в Формулу 1, тогда ещё в качестве спонсора команды Tyrrell.

## Результаты в гонках
| Год  | Команда               | Двигатель                         | Шины | Пилоты    | 1    | 2   | 3    | 4    | 5    | 6   | 7    | 8    | 9    | 10   | 11   | 12   | 13   | 14   | 15   | 16  | Место | Очки |
| ---- | --------------------- | --------------------------------- | ---- | --------- | ---- | --- | ---- | ---- | ---- | --- | ---- | ---- | ---- | ---- | ---- | ---- | ---- | ---- | ---- | --- | ----- | ---- |
| 1981 | Tyrrell Racing Team   | Ford Cosworth DFV 3,0 л, V8       | G A  |           | СШЗ  | БРА | АРГ  | САН  | БЕЛ  | МОН | ИСП  | ФРА  | ВЕЛ  | ГЕР  | АВТ  | НИД  | ИТА  | КАН  | СИЗ  |     | 8     | 10   |
| 1981 | Tyrrell Racing Team   | Ford Cosworth DFV 3,0 л, V8       | G A  | Чивер     |      |     |      |      |      |     |      |      |      | 5    | НКВ  | Сход | Сход | Сход | Сход |     | 8     | 10   |
| 1981 | Tyrrell Racing Team   | Ford Cosworth DFV 3,0 л, V8       | G A  | Альборето |      |     |      |      |      |     |      |      |      |      |      | 9    | Сход | 11   | 13   |     | 8     | 10   |
| 1982 | Team Tyrrell          | Ford Cosworth DFV 3,0 л, V8       | G    |           | БРА  | ЮАР | СШЗ  | САН  | БЕЛ  | МОН | ДЕТ  | КАН  | НИД  | ВЕЛ  | ФРА  | ГЕР  | АВТ  | ШВА  | ИТА  | СИЗ | 6     | 25   |
| 1982 | Team Tyrrell          | Ford Cosworth DFV 3,0 л, V8       | G    | Альборето | 7    | 4   | 4    | 3    | Сход | 10  | Сход | Сход | 7    | НКЛ  | 6    | 4    | Сход | 7    | 5    | 1   | 6     | 25   |
| 1982 | Team Tyrrell          | Ford Cosworth DFV 3,0 л, V8       | G    | Боргудд   | 16   | 7   | 10   |      |      |     |      |      |      |      |      |      |      |      |      |     | 6     | 25   |
| 1982 | Team Tyrrell          | Ford Cosworth DFV 3,0 л, V8       | G    | Хентон    |      |     |      | Сход | Сход | 8   | 9    | НКЛ  | Сход | 8    | 10   | 7    | Сход | 11   | Сход | 8   | 6     | 25   |
| 1983 | Benetton Team Tyrrell | Ford Cosworth DFV / DFY 3,0 л, V8 | G    |           | БРА  | СШЗ | ФРА  | САН  | МОН  | БЕЛ | ДЕТ  | КАН  | ВЕЛ  | ГЕР  | АВТ  | НИД  | ИТА  | ЕВР  | ЮАР  |     | 7     | 12   |
| 1983 | Benetton Team Tyrrell | Ford Cosworth DFV / DFY 3,0 л, V8 | G    | Альборето | Сход | 9   | 8    | Сход | Сход | 14  | 1    | 8    | 13   | Сход |      |      |      |      |      |     | 7     | 12   |
| 1983 | Benetton Team Tyrrell | Ford Cosworth DFV / DFY 3,0 л, V8 | G    | Салливан  | 11   | 8   | Сход | Сход | 5    | 12  | Сход | ДСК  | 14   | 12   | Сход | Сход | Сход |      |      |     | 7     | 12   |

| Легенда к таблице |                                                                    |
| --- | ------------------------------------------------------------------ |
| В таблице перечислены результаты всех Гран-при Формулы-1, в которых использовался автомобиль. Строками таблицы являются сезоны, столбцами — этапы чемпионата мира. В каждой клетке указаны сокращённое название этапа и результат, дополнительно обозначенный цветом. Расшифровка обозначений и цветов представлена в нижеследующей таблице. |                                                                    |
| \| Пример \| Описание \| \| ------------ \| ------------------------------------------------------------------ \| \| 1 \| Победитель \| \| 2 \| Второе место \| \| 3 \| Третье место \| \| 5 \| Финишировал, заработав очки \| \| Сход \| Не финишировал, но при этом заработал очки \| \| 12 \| Финишировал, не получив очков \| \| НКЛ \| Финишировал, но не попал в финальную классификацию \| \| 15 \| Участвовал вне зачёта, либо по отдельной классификации \| \| 18 \| Не финишировал, но попал в финальную классификацию \| \| Сход \| Не финишировал \| \| НКВ \| Не прошёл квалификацию \| \| НПКВ \| Не прошёл предквалификацию \| \| ДСК \| Дисквалифицирован \| \| ИСК \| Исключён из протокола соревнований \| \| ТТ \| Заявлен для участия только в тренировках \| \| НС \| Участвовал в квалификации, но не стартовал в гонке \| \| Т \| Травмирован или болен \| \| ОТК \| Отказ от участия \| \| НТР \| Прибыл на соревнования, но на трассу не выезжал \| \| НПР \| Был заявлен в числе участников, но не прибыл к началу соревнований \| \| О \| Соревнования отменены \| \| \| Не участвовал \| \| Поул-позиция \| \| \| Быстрый круг \| \| |                                                                    |
| Пример | Описание                                                           |
| 1 | Победитель                                                         |
| 2 | Второе место                                                       |
| 3 | Третье место                                                       |
| 5 | Финишировал, заработав очки                                        |
| Сход | Не финишировал, но при этом заработал очки                         |
| 12 | Финишировал, не получив очков                                      |
| НКЛ | Финишировал, но не попал в финальную классификацию                 |
| 15 | Участвовал вне зачёта, либо по отдельной классификации             |
| 18 | Не финишировал, но попал в финальную классификацию                 |
| Сход | Не финишировал                                                     |
| НКВ | Не прошёл квалификацию                                             |
| НПКВ | Не прошёл предквалификацию                                         |
| ДСК | Дисквалифицирован                                                  |
| ИСК | Исключён из протокола соревнований                                 |
| ТТ | Заявлен для участия только в тренировках                           |
| НС | Участвовал в квалификации, но не стартовал в гонке                 |
| Т | Травмирован или болен                                              |
| ОТК | Отказ от участия                                                   |
| НТР | Прибыл на соревнования, но на трассу не выезжал                    |
| НПР | Был заявлен в числе участников, но не прибыл к началу соревнований |
| О | Соревнования отменены                                              |
| | Не участвовал                                                      |
| Поул-позиция |                                                                    |
| Быстрый круг |                                                                    |